# Dark Star – Finsterer Stern
Dark Star – Finsterer Stern (englischer Originaltitel: Dark Star [dɑ:rk stɑ:r]) ist eine US-amerikanische Science-Fiction-Parodie des Regisseurs John Carpenter aus dem Jahr 1973 und gleichzeitig eine Hommage an den Film 2001: Odyssee im Weltraum.
Die Low-Budget-Produktion mit geschätzten Produktionskosten von 60.000 US-Dollar avancierte zum Kultfilm, was nicht unwesentlich auf die philosophischen Exkurse mit der „Bombe Nummer 20“ zurückzuführen ist. Am 9. Februar 1979 fand die Premiere in Deutschland statt.

## Handlung
Das Raumschiff Dark Star ist Mitte des 22. Jahrhunderts seit 20 Jahren unterwegs und hat schon bessere Zeiten gesehen. Der Auftrag der ursprünglich fünfköpfigen Besatzung ist die Sprengung „instabiler Planeten“ in nachfolgend zu kolonialisierenden Sonnensystemen. Die Schiffssysteme verfallen zusehends, ein Asteroidensturm zerstörte die Schlafkojen und Lagerabteil 9 sich selbst inklusive der gesamten Toilettenpapiervorräte. Der Funkkontakt mit der Erde hat – bei einer Entfernung von ca. 18 Parsec – mittlerweile eine Verzögerung von zehn Jahren.
Der Kapitän des Raumschiffes, Commander Powell, wurde durch einen Kurzschluss am hinteren Instrumentenbrett seines Sitzes getötet und liegt seitdem in Kryostase. Talby hat sich von der Crew in die Beobachtungskuppel des Raumschiffs zurückgezogen, wo er gelegentlich mit dem leidenschaftlichen Surfer Doolittle über die Schönheit des Wellenreitens und von Meteorströmen sinniert. Boiler macht derweilen derbe Späße und sicherheitswidrige Schießübungen mit Bordwaffen. Sergeant Pinback, eigentlich ein Treibstoffversorgungstechniker namens Bill Frugge, übernahm kurz vor dem Start durch eine Verwechslung Pinbacks Platz bei der Mission, als er diesen vom Suizid abhalten wollte und zu diesem Zweck dessen Raumanzug anzog. Die verwahrlosten Mannschaftsmitglieder sind der Lethargie verfallen und gehen einander auf die Nerven.
Sergeant Pinback muss sich mit dem „Exoten“ (im englischen Original „Alien“ genannt), dem widerspenstigen, außerirdischen Mannschaftsmaskottchen herumplagen, welches die Crew aufgelesen hat, einer Art Wasserball mit Entenfüßen und dem Aussehen einer schimmeligen Tomate (Pinbacks Umschreibung in der deutschen Synchronisation: „nichtsnutziges Hüpfgemüse“). Bei dem Versuch, das flüchtige gummiballähnliche Lebewesen wieder einzufangen, folgt Pinback diesem in den Aufzugsschacht des zentralen Lastenaufzugs und gerät dort in Lebensgefahr. Nach geglückter Selbstrettung beschießt Pinback den Exoten mit einem Betäubungsgewehr. Dabei stellt sich heraus, dass dieser offenbar mit Gas gefüllt ist und nun wie ein leckgeschlagener Luftballon durch den Raum fliegt, um schließlich erschlafft vor Pinbacks Füßen liegen zu bleiben.
Schon vor Beginn der Handlung hat Leutnant Doolittle das Kommando vom verstorbenen Commander übernommen und dirigiert die Dark Star durch die Leere des Raumes zum Schleiernebel, um einen weiteren Planeten zu zerstören. Beim Passieren eines Asteroidenfelds wird ein Kommunikationslaser beschädigt, wodurch die Bombendecksysteme mehrfach fälschlicherweise aktiviert und die intelligente Bombe Nummer 20 ausgefahren wird.
Zum allgemeinen Desinteresse seiner Kollegen, die keine Chance mehr sehen die Erde jemals wiederzusehen, beschließt Talby, die Fehlerursache zu suchen. Der Bordcomputer lokalisiert den defekten Kommunikationslaser und Talby begibt sich ohne Wissen seiner Kollegen in einem Raumanzug in die Notluftschleuse. Während Talby den defekten Kommunikationslaser repariert, startet Leutnant Doolittle den 24-minütigen Countdown von Bombe 20. Talby gerät in den Laserstrahl des aktivierten Kommunikationssystems und wird von diesem geblendet. Dabei beschädigt er den Bordcomputer und den Abwurfmechanismus der bereits scharfen Bombe. Diese verweigert beharrlich Doolittles Befehl, sich zu entschärfen. Bei der Besatzung bricht Panik aus.
Doolittle konsultiert das Gehirn des verstorbenen, tiefgekühlten Kapitäns, der empfiehlt, die Bombe Phänomenologie zu lehren. Doolittle folgt seinem Rat und begibt sich in seinem Raumanzug hinaus, um die mit Stimme und Computergehirn ausgestattete Bombe auf philosophischem Wege zu überreden, nicht zu explodieren. Er überzeugt die Bombe von Descartes’ methodischem Zweifel („Ich denke, also bin ich.“), woraufhin sich diese vorerst in den Bombenschacht zurückzieht, um „darüber nachzudenken“. Pinback öffnet für Doolittle die Notluftschleuse und schießt dabei versehentlich Talby ins All. Doolittle folgt Talby mit seinem Düsenpaket, um ihn zu retten.
Angeregt durch den philosophischen Exkurs über den Sinn des Lebens kommt Bombe 20 nach kurzer Bedenkzeit zu dem Schluss, dass sie wohl – gleich dem jüdisch-christlichen Schöpfergott – allein im Universum sei. Sie zitiert die biblische Genesis und explodiert mit den Worten „Es werde Licht!“. Die Dark Star samt Boiler und Pinback werden vom Feuerball vernichtet. Talby und Doolittle, die sich außerhalb des Schiffes befinden, überleben zunächst, und es erfüllen sich ihre Träume: Talby findet seinen Meteorstrom (die legendären Phönix-Asteroiden, die alle 12,3 Trillionen Jahre das Universum umkreisen und aus unbekannten Gründen in sämtlichen Regenbogenfarben glühen sollen), welcher ihn in die Weiten des Universums mitnimmt, und Doolittle surft mit einem Wrackteil der zerstörten Dark Star seine letzte große Welle in die Atmosphäre des Planeten, der von Bombe 20 hätte gesprengt werden sollen.

## Synchronisation
Die Sprecher und ihre Rollen.
| Rolle                     | Darsteller       | Synchronstimme           |
| ------------------------- | ---------------- | ------------------------ |
| Lt. Doolittle             | Brian Narelle    | Manfred Lehmann          |
| Boiler                    | Cal Kuniholm     | Wolfgang Condrus         |
| Talby                     | Dre Pahich       | Andreas Mannkopff        |
| Sgt. Pinback              | Dan O’Bannon     | Joachim Kerzel           |
| Commander Powell          | Joe Saunders     | Jürgen Thormann          |
| Computerstimme            | Cookie Knapp     | Helgard Bruckhaus        |
| Bombe 19                  | Alan Sheretz     | Lutz Riedel              |
| Bombe 20                  | Adam Beckenbaugh | Friedrich Georg Beckhaus |
| Watkins – Mission Control | Miles Watkins    | Hans-Jürgen Dittberner   |
| Stimme des Bordcomputers  | Textdarstellung  | Helgard Bruckhaus        |

## Hintergrund
Der Film wurde von Dan O’Bannon und John Carpenter, die an der School of Cinema-Television der University of Southern California (USC) studierten, 1970 als Studentenprojekt mit 16-mm-Film begonnen und war die Abschlussarbeit Carpenters an der kalifornischen Universität. Die ursprüngliche Version war ungefähr 70 Minuten lang und wurde 1973, beginnend in Edinburgh, auf mehreren Filmfestivals gezeigt. Der Produzent Jack H. Harris erwarb die Kinorechte und sorgte dafür, dass der Film mit zusätzlichen Szenen um ca. 10 Minuten gestreckt wurde, um eine passendere Länge für die Kinoauswertung zu erhalten. Diese längere Kinoversion wird gelegentlich auch fälschlich als „Director’s Cut“ bezeichnet, obwohl die kürzere Version die präferierte der Filmemacher war. Dark Star war somit Carpenters erster Spielfilm.
Die Schlafraumszene, die 1974 für die längere Kinoversion hinzugefügt wurde, ist in allen Kino-, DVD- und BluRay-Veröffentlichungen optisch zensiert. Im Hintergrund hängen Pinups aus dem Magazin Playboy. Diese wurden bei Nahaufnahmen verschwommen gezeigt, um eine Freigabe für alle Altersstufen (General Audiences) zu bekommen. Im Fernsehen lief der Film, nachdem die BBC ihn gekauft hatte. Erst danach weckte er auch das Interesse der US-Filmwirtschaft.
In Dark Star wurde zum ersten Mal in der Filmgeschichte die Bezeichnung „Alien“ für eine außerirdische Lebensform verwendet. In der deutschen Synchronisation wurde sie allerdings noch mit „Exot“ übersetzt. Dan O’Bannon – der die Rolle des Pinback spielte, den Film schnitt und das Drehbuch mitverfasste – schrieb unter anderem das Drehbuch zum Film Alien.
Erwähnung findet unter anderem die tatsächlich existierende Galaxie NGC 891. Mit dem Musikstück „Wenn die Dämmerung auf NGC-891 niedersinkt, Mondscheinmelodien von Martin Secundo und seinen Scintilla-Streichern“, versucht der Bordcomputer, die Stimmung der antriebslosen Mannschaft zu heben.
Gegen Ende treibt der Spülkasten einer Toilette mit der Bezeichnung thx 1138 durch den Weltraum; eine Anspielung auf den gleichnamigen ersten Spielfilm von George Lucas.
Als Running Gag sagt der Bordcomputer immer wieder unvermittelt „Thank you for observing all safety precautions.“ – in der deutschen Version „Danke für die Beachtung aller Sicherheitsmaßnahmen.“
Das Ende des Films ist von Ray Bradburys Kurzgeschichte Kaleidoskop aus der Sammlung Der illustrierte Mann übernommen.
John Carpenter sagte, es schien ihm, als würde der Film „irgendetwas Wahres über unser aller Leben aussagen.“
Der Film wurde 1976 von der Academy of Science Fiction, Fantasy & Horror Films mit der Golden Scroll für die besten Spezialeffekte (erarbeitet von Dan O’Bannon, Bill Taylor, Jim Danforth, Ron Cobb, Greg Jein und Harry Wolton) ausgezeichnet. Zudem erhielt die Produktion eine Nominierung für den Hugo Award in der Kategorie Best Dramatic Presentation. John Carpenter und Dan O’Bannon wurden gemeinsam für den Nebula Award in der Kategorie Bestes Drehbuch nominiert.
Der melancholische Titelsong Benson, Arizona im Countrystil über die Stadt Benson wurde von Bill Taylor getextet, von John Carpenter komponiert, von einem Freund namens John Yager gesungen und in einem Appartement eines Freundes von Carpenter aufgenommen (siehe auch Weblink zu dem Lied).
Die Rolle des Astronauten Boiler war die einzige Filmrolle Cal(vin) Kuniholms (* 17. Dezember 1949). Nachdem er die Universität von Kalifornien (USC) abgeschlossen hatte, wurde er Ingenieur für Rohrleitungsplanung. Er starb am 28. Mai 2008.
Brian Narelle (als Lt. Doolittle) arbeitet heute hauptsächlich als Comiczeichner für Zeitung, Film und Fernsehen. Er ist Anhänger der Lehren des Gurus Meher Baba.
Am 8. Mai 2012 veröffentlichte die Firma Synapse films einen Trailer des Films als Teil ihrer Anthologie aus Horror-, Science-Fiction- und B-Moviefilmtrailern unter dem Namen 42nd Street Forever: The Blu-Ray Edition in den Vereinigten Staaten auf Blu-Ray.[Imdb]

## Buchadaption
Im Jahr 1974 erschien in den USA eine leicht erweiterte Buchadaption des Films von Alan Dean Foster bei Ballantine Books. Diese erschien 1977 (also noch zwei Jahre vor Erscheinen des Films in der BRD 1979) bei Bastei-Lübbe unter dem Titel Reiseziel Ewigkeit in Bergisch Gladbach. Zwei weitere Auflagen bei Bastei-Lübbe mit anderen Titeln und Covern folgten nach der westdeutschen Kinoveröffentlichung: Dark Star (Reiseziel: Ewigkeit) – Das Buch zum Film von John Carpenter (1980) und John Carpenters Dark Star – Der Roman zu Carpenters erstem Kultfilm von Alan Dean Foster (1984).

## Kritiken
„Super, eine WG-Komödie in einem Raumschiff!“

„John Carpenter drehte mit seinem Debüt eine gezielte und gelungene Parodie auf Stanley Kubricks sechs Jahre zuvor entstandenen SF-Klassiker ‚2001: Odyssee im Weltraum‘. Gegen Kubricks gewaltige Bildästhetik setzte Carpenter Minimalbudget und Improvisationskunst: Der ‚Außerirdische‘ beispielsweise ist deutlich erkennbar ein Wasserball! Fazit: Kult! Bitterböse Sci-fi-Parodie vom Feinsten.“

„Der erfolgreiche Versuch, Kubricks transzendenten Höhenflug mit einer wahren Bruchlandung auf dem Boden der Tatsachen zu beenden.“

„Zwar ist der Film, was die Geschwindigkeit angeht, aktiv Das Boot-ig, dennoch Hut ab vor dem Gernegroß John Carpenter, dessen Schulgeschichte von Weltall-Überdruss, Aliens und melassenschwarzem Humor näherungsweise tausendmal besser bleibt als die letzten 15 Jahre seiner ärgsten Schrott-asmen.“

„Schauspielerisch […] Bärte in Raumanzügen“

„Glänzende, mit viel Phantasie und Humor inszenierte Genreparodie (vor allem auf Kubricks 2001 […]), die ihre Ausgangssituation in sarkastischer Konsequenz bis zum Ende durchspielt. Mit nur 60.000 Dollar Produktionskosten realisiertes Kinodebüt von John Carpenter; inzwischen ein Kultfilmklassiker.“

## Dokumentation
2010 entstand unter der Regie von Daniel Griffith die Dokumentation Let There Be Light: The Odyssey of Dark Star, welche die Hintergrundgeschichte und Entstehung des Filmes zeigt. Der Film lief am 20. Januar 2012 in einer Spezial-Aufführung zusammen mit dem Hauptfilm Dark Star auf dem Grimm Up North Film Festival in Manchester, United Kingdom.
Die deutschsprachige Synchronisation des Spielfilms ist seit 2016 frei über den YouTube-Kanal Movie Trash TV zu sehen.